# Austro-węgierskie okręty podwodne typu U-3
Okręty podwodne typu U-3 – typ dwóch okrętów podwodnych zbudowanych dla austro-węgierskiej marynarki wojennej, zwodowanych w 1908 roku. Okręty podwodne typu U-3 zostały zbudowane przez niemiecką stocznię Germaniawerft w Kilonii, w ramach oceny porównawczej trzech zagranicznych projektów okrętów tej klasy.
Okręty podwodne typu U-3 miały 42 metry długości, były napędzane dwoma dwusuwowymi silnikami naftowymi na powierzchni i dwoma silnikami elektrycznymi w zanurzeniu. Pierwotnie okręty typu U-3 miały problemy z zanurzaniem, ale zostały one przezwyciężone poprzez modyfikacje kiosku i sterów głębokości. Oba okręty służyły w czasie I wojny światowej. SM U-3, jednostka wiodąca typu, został zatopiony w sierpniu 1915 roku ogniem artyleryjskim. SM U-4 był najdłużej służącym okrętem podwodnym w Austro-Węgierskiej Marynarce Wojennej i zatopił statki o łącznym tonażu prawie 15 000 BRT i okręty wojenne o łącznej wyporności ponad 7000 ton, w tym włoski krążownik pancerny „Giuseppe Garibaldi” w lipcu 1915 roku. Po wojnie U-4 został przekazany Francji w 1920 roku w ramach reparacji wojennych i złomowany.

## Konstrukcja i budowa
Na początku XX wieku dowództwo cesarsko-królewskiej marynarki niechętnie odnosiło się do idei operacyjnego zastosowania nowej klasy jednostek: okrętów podwodnych. Dopiero w 1904 roku komitet techniczny floty otrzymał zadanie opracowania własnego projektu okrętu podwodnego, jednak zadanie to przerosło możliwości austro-węgierskich konstruktorów. W tej sytuacji w 1906 roku podjęto decyzję o zamówieniu, w celach porównawczych, trzech projektów okrętów podwodnych za granicą. W konkursie wzięły udział projekty Simona Lake’a, Germaniawerft i Johna Hollanda. Według każdego z nich wybudowano po dwa okręty. Typ Germaniawerft otrzymał oznaczenie U-3. Marynarka zamówiła w Germaniawerft dwa okręty, U-3 i U-4, w 1906 roku.
Typ U-3 był ulepszoną wersją projektu pierwszego U-Boota niemieckiej marynarki wojennej, SM U-1, i posiadał podwójny kadłub sztywny z wewnętrznymi zbiornikami balastowymi. Dzięki szczegółowym testom z użyciem modelów okrętu, inżynierom Germaniawerft udało się ulepszyć konstrukcję kadłuba. Każdy z okrętów miał 42,3 metra długości, 4,3 metra szerokości i 3,81 metra zanurzenia. Ich wyporność wynosiła 240 ton na powierzchni i 300 ton w zanurzeniu. Załoga składała się z 21 oficerów i marynarzy. Okręty napędzane były na powierzchni przez dwa 4-cylindrowe, dwusuwowe silniki naftowe o łącznej mocy 600 KM, zaś pod wodą poruszały się dzięki dwóm silnikom elektrycznym o łącznej mocy 320 KM. Poruszający dwoma śrubami układ napędowy zapewniał prędkość 12 węzłów na powierzchni i 8,5 węzła w zanurzeniu. Zasięg wynosił 1200 Mm przy prędkości 12 węzłów na powierzchni i 40 Mm przy prędkości 3 węzłów pod wodą. Okręty podwodne typu U-3 wyposażone zostały w dwie wyrzutnie torpedowe na dziobie i mogły przenosić łącznie trzy torpedy.
Stępki pod oba okręty typu U-3 zostały położone 12 marca 1907 roku w stoczni Germaniawerft w Kilonii. U-3 został zwodowany w sierpniu, a U-4 w listopadzie 1908 roku. Po ukończeniu obie jednostki zostały przyholowane do Puli przez Gibraltar. U-3 przybył do Austro-Węgier w styczniu, a U-4 w kwietniu 1909 roku.

## Służba
Oba okręty zostały wprowadzone do służby w Kaiserliche und Königliche Kriegsmarine w 1909 roku: U-4 w sierpniu, a U-3 we wrześniu. Podczas testów porównawczych okręty typu U-3 okazały się lepsze od typów U-1 (Lake) i U-5 (Holland) pod względem niezawodności i warunków życia załogi. Miały jednak najgorsze możliwości zanurzenia ze wszystkich trzech konstrukcji, a ich silniki wytwarzały ogromne ilości spalin. By przeciwdziałać problemom z zanurzaniem, kilka razy zmieniano wielkość i kształt kiosków. Ostatecznie usunięto przednie stery głębokości i dodano nieruchomą płetwę rufową.
Od momentu wprowadzenia do służby do wybuchu I wojny światowej w 1914 roku, okręty typu U-3 służyły jako jednostki szkolne i wypływały na 10 rejsów miesięcznie. Na początku wojny jednostki typu U-3 stanowiły połowę wszystkich operacyjnych okrętów podwodnych Austro-Węgierskiej Marynarki Wojennej. Okręty dodatkowo wyposażono w szybkostrzelne działo pokładowe kal. 37 mm. Przez większość pierwszego roku wojny oba okręty prowadziły działania rozpoznawcze. W czerwcu 1915 roku U-4 uszkodził brytyjski lekki krążownik „Dublin”. 12 sierpnia U-3 przeprowadził nieudany atak torpedowy na włoski transportowiec „Citta di Catania” w północnej części Cieśniny Otranto i został w odwecie staranowany przez włoski statek. Następnego dnia U-3 został zatopiony przez ogień artyleryjski z francuskiego niszczyciela „Bisson”. Zginęło 7 członków załogi, w tym Linienschiffsleutnant Karl Strnad, dowódca okrętu; pozostałych 14 marynarzy zostało wziętych do niewoli. W lipcu 1915 roku U-4 storpedował i zatopił włoski krążownik pancerny „Giuseppe Garibaldi”, największy okręt trafiony przez niego w czasie wojny. W połowie maja 1917 roku U-4 wziął udział w rajdzie na siły blokujące Cieśninę Otranto, który zapoczątkował bitwę w Cieśninie Otranto. W oddzielnej akcji w tym samym miesiącu U-4 zatopił drugi co do wielkości statek w swoim dorobku, włoski transportowiec wojska „Perseo”. Jego ostatni sukces przyszedł w lipcu 1917 roku, kiedy zatopił francuski holownik. W czasie służby U-4 zatopił lub zdobył 15 statków o łącznym tonażu 14 941 BRT i cztery okręty o łącznej wyporności 7345 ton. Był najdłużej służącym okrętem podwodnym w Austro-Węgierskiej Marynarce Wojennej, został przekazany Francji w ramach reparacji wojennych i złomowany w 1920 roku.